# Bornholms Lufthavn
Bornholms Lufthavn (IATA: RNN, ICAO: EKRN) er en lufthavn beliggende 5 km fra Rønne på Bornholm. Det er den eneste lufthavn i Danmark, som drives af staten.
I 1935 traf repræsentanter fra Rigsdagen, Rønne Kommune og Det Danske Luftfartsselskab (DDL) – det senere SAS – aftale om at etablere en flyrute mellem Rønne og København. Året efter stiftedes A/S Den bornholmske Flyveplads, i 1937 påbegyndes arbejdet med rydning af skov og etablering af flyvepladsen. I 1939 åbnede ruten på en midlertidig tilladelse fra luftfartstilsynet, men den måtte indstilles efter få dage pga. landingsbanens beskaffenhed.
Lufthavnen indviedes den 16. november 1940, og Det Danske Luftfartsselskab startede ruteflyvning med én daglig afgang til København. Ruten blev i 1982 overtaget af Maersk Air, og i 2002 overtog Cimber Air ruten, efter at Mærsk flere år havde fløjet med underskud. I 2005 oprettede Danish Air Transport en konkurrerende rute, men opgav igen efter nogle år. I 2009 startede en gruppe lokale i samarbejde med et svensk firma, et flyselskab ved navn Wings Of Bornholm. Dette startede den 23. august 2009 med at beflyve ruten Rønne-København med et Saab 340 fly med op til 4 daglige afgange. I sommeren 2007 åbnede to udenrigsruter fra Rønne til Hamburg med Lufthansa og til Oslo med Widerøe. Der er kun sommerruten til Oslo der stadigvæk eksisterer.
Den første lufthavnsbygning blev indviet i 1941. I 1961 blev den første egentlige terminalbygning taget i brug. Den nuværende terminalbygning er fra 1982, mens kontroltårnet er fra 1977.
I 1947 overtog staten lufthavnen, der samtidig skiftede navn til Rønne Lufthavn. I 1992 skiftedes igen navn, denne gang til Bornholms Lufthavn, bl.a. efter ønske fra øens erhvervsliv, der ønskede bedre mulighed for at markedsføre øen. Lufthavnen drives af Statens Luftfartsvæsen, og indflyvningskontrollen foretages af Naviair.

## Selskaber og destinationer
| Alsie Express        | Sæson: Sønderborg                                                       |
| Danish Air Transport | København Sæson: Aalborg, Aarhus, Berlin, Billund, Esbjerg, Midtjylland |
| Norwegian            | Sæson: København                                                        |
| SAS                  | Sæson: København                                                        |
| Sunclass Airlines    | Charter: Chania, Palma de Mallorca, Rhodos                              |

## Ekstern henvisning
- Wikimedia Commons har flere filer relateret til Bornholms Lufthavn
- Bornholms Lufthavns hjemmeside